# Примо Мађио (Нуоро)
Примо Мађио је насеље у Италији у округу Нуоро, региону Сардинија.
Према процени из 2011. у насељу је живело 45 становника. Насеље се налази на надморској висини од 571 м.